# Carmen Yulín Cruz
Carmen Yulín Cruz Soto (Porto Rico, 25 de fevereiro de 1963) é uma política porto-riquenha que foi a prefeita de San Juan de 2013 a 2020. Em 2018, apareceu na lista de 100 pessoas mais influentes do ano pela Time.